# Ferula kokanica
Ferula kokanica is een soort uit de schermbloemenfamilie (Apiaceae). Het is een monocarpische meerjarige plant die een groeihoogte kan bereiken van ongeveer  100 centimeter. De plant groeit vanuit een penwortel en heeft een enkele stevige stengel.
De soort komt voor van Afghanistan tot in Centraal-Azië en de westelijke Himalaya. Hij groeit daar te midden van struikgewas op steenachtige hellingen, op hoogtes rond 2400 meter.
De plant wordt in het wild geoogst voor gebruik in cosmetica. De wortel bevat een hars waaruit een etherische olie gewonnen wordt. Deze etherische olie staat bekend als 'galbanumolie' en wordt gebruikt als ingrediënt in commerciële cosmetische producten en parfums.